# Cujubim
Cujubim é um município brasileiro do estado de Rondônia. Sua população segundo o censo 2022 do IBGE era de 26.183 habitantes. 

## História
O povoado que deu origem à sede do Município surgiu como núcleo urbano de apoio rural ao Projeto de Colonização Cujubim e recebeu o mesmo nome do projeto de colonização.

## Geografia
Localiza-se a uma latitude 09º21'46" sul e a uma longitude 62º35'07" oeste, estando a uma altitude de 95 metros. O município de Cujubim possui uma área de 3.864 km².

### Problemas socioambientais
Devido aos altos índices de devastação florestal, em 9 de novembro de 2023, o município de Rio Branco foi incluído na relação de municípios situados no bioma Amazônia considerados prioritários pelo governo federal para ações de prevenção, controle e redução dos desmatamentos e degradação florestal.

## Política e administração
Sendo um município do Brasil, Cujubim é administrada por dois poderes, o executivo e o legislativo, independentes e harmônicos entre si. O primeiro é representado pelo prefeito, auxiliado pelo seu gabinete de secretários e eleito pelo voto popular para um mandato de quatro anos, sendo permitida uma única reeleição para mais um mandato consecutivo, enquanto que o segundo é representado pela Câmara Municipal de Cujubim, órgão colegiado de representação dos munícipes que é composto por 9 vereadores também eleitos por sufrágio universal.
As atuais autoridades que ocupam cargos da organização político-administrativa de Cujubim são as seguintes (data: 11 de novembro de 2023):
- Prefeito: João Becker - PDT (2022/-)[7][8]
- Vice-prefeito: Vago[7][8]
- Presidente da Câmara: Herlon Pereira dos Santos - PSC (2023/-)[9][10]

## Saúde
A taxa de mortalidade infantil média na cidade é de 28.46 para 1.000 nascidos vivos. As internações devido a diarreias são de 0.4 para cada 1.000 habitantes